# Richard Dorrego
Richard Andrés Dorrego Coito, noto semplicemente come Richard Dorrego (Montevideo, 1º febbraio 1995), è un calciatore uruguaiano, centrocampista del Nueva Santa Cruz.

## Biografia
È fratello di Hugo Dorrego, anch'egli calciatore professionista.

## Caratteristiche tecniche
È un centrocampista centrale.

## Carriera
Cresciuto nel settore giovanile del Nacional, inizia la sua carriera con il Progreso, con cui fa il suo esordio fra i professionisti il 5 marzo 2016 in occasione dell'incontro di Segunda División Profesional perso 2-0 contro il Villa Española. Negli anni seguenti milita in altre squadre della seconda serie uruguaiana come Rentistas, Plaza Colonia e Villa Española con cui colleziona oltre 80 presenze segnando 15 reti. Nel 2020 viene acquistato dal Cerro Largo con cui debutta in Primera División Profesional prendendo parte al match pareggiato 1-1 contro il Rentistas.

## Statistiche
Statistiche aggiornate al 24 novembre 2020.

### Presenze e reti nei club
| Stagione        | Squadra         | Campionato      | Campionato | Campionato | Coppe nazionali | Coppe nazionali | Coppe nazionali | Coppe continentali | Coppe continentali | Coppe continentali | Altre coppe | Altre coppe | Altre coppe | Totale | Totale | Totale |
| Stagione        | Squadra         | Comp            | Pres       | Reti       | Comp            | Pres            | Reti            | Comp               | Pres               | Reti               | Comp        | Pres        | Reti        | Pres   | Reti   |        |
| --------------- | --------------- | --------------- | ---------- | ---------- | --------------- | --------------- | --------------- | ------------------ | ------------------ | ------------------ | ----------- | ----------- | ----------- | ------ | ------ | ------ |
| 2015-2016       | Progreso        | SD              | 12         | 2          |                 | -               | -               |                    | -                  | -                  |             | -           | -           | 12     | 2      |        |
| 2016            | Rentistas       | SD              | 9          | 3          |                 | -               | -               |                    | -                  | -                  |             | -           | -           | 9      | 3      |        |
| 2017            | Rentistas       | SD              | 28         | 8          |                 | -               | -               |                    | -                  | -                  |             | -           | -           | 28     | 8      |        |
| 2018            | Plaza Colonia   | SD              | 22         | 1          |                 | -               | -               |                    | -                  | -                  |             | -           | -           | 22     | 1      |        |
| 2019            | Villa Española  | SD              | 15         | 1          |                 | -               | -               |                    | -                  | -                  |             | -           | -           | 15     | 1      |        |
| 2020            | Cerro Largo     | PD              | 4          | 0          |                 | -               | -               | CL                 | 1                  | 0                  |             | -           | -           | 5      | 0      |        |
| Totale carriera | Totale carriera | Totale carriera | 90         | 15         |                 | -               | -               |                    | 1                  | 0                  |             | -           | -           | 91     | 15     |        |